# Sociedade Recreativa e de Esportes de Ribeirão Preto
A equipe de voleibol feminino da Sociedade Recreativa e de Esportes de Ribeirão Preto (a Recra), traz em seu histórico  títulos e resultados expressivos, figurando entre os principais e mais populares times de voleibol do interior de São Paulo e também do Brasil, principalmente na década de 90, quando conquistou o título  da Liga Nacional de Voleibol Feminino (atual Superliga) na temporada 1993/1994.

## História
A Recreativa, um  dos clubes mais populares de Ribeirão Preto, começou a investir no voleibol a partir de 1990,  contando com o suporte de empresas públicas e privadas. Foi montado uma forte equipe de voleibol feminino, contando no elenco com jogadoras de alto nível como:  Vânia Mello , Isabel Salgado, Estefânia, Virna Dias e Fernanda Venturini, entre outras. Além disso, a comissão técnica da Recra também tinha nomes fortes, como: Antônio Rizola (que foi gerente de seleções da CBV, Chico dos Santos (ex-técnico do time, que foi um dos assistentes do técnico Bernardo Rezende na Seleção Brasileira Masculina) e Marco Bonifácio (que foi o estatístico de José Roberto Guimarães na Seleção Brasileira Feminina).
A Recra começou a despontar entre os grandes do volei nacional quando foi bicampeã consecutiva do Campeonato Paulista de Volei Feminino, em 1991 e 1992. Na época a equipe usava o nome fantasia de Blue Life/Recra, devido ao patrocinador.

### Era Nossa Caixa/Recra
Em 1993 teve início a era Nossa Caixa/Recra, nome pelo qual o time ficou conhecido na imprensa devido ao novo patrocinador. Foi a fase mais vitorioso da Recra.
A conquista do título inédito da Liga Nacional de Voleibol Feminino (atual Superliga) da temporada  1993/1994, foi o mais importante desse projeto, quando a equipe era patrocinada pelo Nossa Caixa. Essa época foi marcada por torcida organizada, e pela Cava do Bosque, ginásio onde a equipe mandava seus jogos, sempre lotada.. Na partida final da Liga Nacional, disputada na Cava do Bosque, em Ribeirão Preto, a Recra venceu o BCN/Guarujá, fazendo 3 a 2 em vitórias, na melhor de 5 partidas.
Em 1994, a Nossa Caixa/Recra conquistou, ainda, o seu único título internacional, o Campeonato Sul-Americano de Campeões de Volei Feminino, em torneio disputado na cidade de Medellín, na Colômbia.
Mesmo não repetindo a façanha do título nacional anterior, a Nossa Caixa/Recra continuou disputando o Campeonato Brasileiro, que em 1994 passou a ser chamado de Superliga Brasileira de Voleibol Feminino.

### Declínio
Em 1996, a Nossa Caixa deixou de ser a patrocinadora master da Recra, e a equipe adotou o nome fantasia de JC Amaral/Recra, devido ao novo patrocinador. Em 1997, uma nova mudança no patrocínio, fez com que o time adotasse o nome fantasia de Mesbla-Recra/Ribeirão Preto.
Com exceção do vice-campeonato Paulista em 1996, nota-se um declínio nos resultados da Recra até a edição da temporada 1999/2000, quando a equipe terminou na nona posição.
Por causa de novos problemas com patrocinadores , tornou-se inviável para a Recra manter o departamento de voleibol. O clube disputou sua última temporada nacional em 1999/2000, ano em que foi oficialmente desativado. 

## Histórico

### Títulos
| INTERNACIONAIS | INTERNACIONAIS                        | INTERNACIONAIS | INTERNACIONAIS |
|                | Competição                            | Títulos        | Ano            |
| -------------- | ------------------------------------- | -------------- | -------------- |
|                | Campeonato Sul-Americano de Campeões  | 1              | 1994           |
| NACIONAIS      |                                       |                |                |
|                | Competição                            | Títulos        | Ano            |
| Brasil         | Liga Nacional de Volei Feminino       | 1              | 1993/1994      |
| ESTADUAIS      |                                       |                |                |
|                | Competição                            | Títulos        | Ano            |
| São Paulo      | Campeonato Paulista de Volei Feminino | 2              | 1991, 1992     |

### Outros resultados importantes
- 4º lugar na Superliga Brasileira de Volei Feminino - Série A em: 1994/1995[3] e 1996/1997[nota 1][3]

- 10º lugar na  Superliga Brasileira de Volei Feminino - Série A em: 1997/1998[nota 2][3]

- 11º lugar na  Superliga Brasileira de Volei Feminino - Série A em: 1998/1999[3]

- 9º lugar na  Superliga Brasileira de Volei Feminino - Série A em: 1999/2000[3]

- Vice-campeão do Campeonato Paulista de Volei Feminino em 1996[11]